# Псатирелла многоножковая
Псатире́лла многоно́жковая (лат. Psathyrella multipedata) — гриб рода Псатирелла (Psathyrella) семейства Псатирелловые (Psathyrellaceae). Несъедобен. 

## Названия
О родовом названии — см. Псатирелла.
Русские синонимы:
- Хрупля́нка многоно́гая

Научные синонимы:
- Psathyra multipedata Peck, 1905 basionym
- Atylospora multipedata (Peck) Murrill, 1922
- Drosophila multipedata (Peck) Kühner & Romagn., 1953

## Описание
Шляпка диаметром 0,8—4 см, колокольчатая или коническая, края бороздчатые. Кожица гладкая, влажная, серая или красно-коричневая, при высыхании становится светлой жёлто-коричневой.
Мякоть тонкая, светло-коричневая.
Ножка высотой 8—14 см и 0,2—0,4 см в диаметре, белая, полая. В основании группы плодовых тел срастаются ножками и образуют плотные корнеподобные тяжи мицелия, уходящие в субстрат.
Пластинки приросшие, частые, от светло-серого до фиолетово-коричневого цвета с белым краем.
Остатки покрывал отсутствуют.
Споровый порошок коричнево-чёрный, споры 7,5×4 мкм, эллипсоидальные, с порой.

## Экология и распространение
Гумусовый сапротроф. Обитает на плодородных глинистых и суглинистых почвах, встречается в лиственных лесах, часто в городской черте, в парках, среди травы. Появляется всегда плотными сростками до нескольких десятков плодовых тел. Известен в Европе и Восточной Сибири.
Сезон август — сентябрь.